# Carlo Lucy
Pour les articles homonymes, voir Lucy.
Carlo Lucy (né à Londres en 1692 et mort à Bologne après 1760) est un peintre anglo-italien de l’école de Forlì.

## Biographie
Arrivé à Florence alors qu’il n’a pas encore 13 ans, Carlo Lucy y apprend le dessin et la peinture sous la férule du peintre Pier Dandini. Après la mort de Dandini, il s’installe à Forlì où il suit pendant huit ans la formation de Carlo Cignani, qui travaille à l’époque sur la fresque de la cathédrale de Forlì. Aux alentours de 1720, il emménage à Bologne et se spécialise dans le portrait. À noter qu’il a réalisé un portrait du compositeur Pier Giuseppe Sandoni, conservé à Bologne.